# Plestiodon ochoterenae
Plestiodon ochoterenae är en ödleart som beskrevs av  Taylor 1933. Plestiodon ochoterenae ingår i släktet Plestiodon och familjen skinkar. IUCN kategoriserar arten globalt som livskraftig. Inga underarter finns listade i Catalogue of Life.